# Mitzic
Mitzic è un centro abitato del Gabon, situato nella provincia di Woleu-Ntem.